# Сиси Масару
Сиси Масару (яп. 獅司 大; род. 16 января 1997 года, Мелитополь, Украина), настоящее имя — Сергей Соколовский (укр. Сергій Соколовський) — украинский профессиональный борец сумо из Мелитополя. Он является первым представителем Украины в высшем дивизионе профессионального сумо макуути.

## Карьера
Сергей начал заниматься борьбой в возрасте 6 лет, и решил заняться сумо после превышения весовых лимитов данного вида спорта (125 кг). Сиси начал свою профессиональную карьеру в сумо в январе 2020 года, сделав Украину 24-ой страной представленной в профессиональном сумо, и достиг дивизиона макуути в ноябре 2024 года. Высший ранг на сегодняшний день — маэгасира #11.

## Результаты выступлений
| Год в сумо | Январь Хацу басё, Токио     | Март Хару басё, Осака    | Май Нацу басё, Токио      | Июль Нагоя басё, Нагоя   | Сентябрь Аки басё, Токио  | Ноябрь Кюсю басё, Фукуока  |
| --- | --------------------------- | ------------------------ | ------------------------- | ------------------------ | ------------------------- | -------------------------- |
| 2020 | x                           | (Маэдзумо)               | Отмена басё 0–0–15        | Дзёнокути #14 запада 6–1 | Дзёнидан #47 востока 6–1  | Сандаммэ #81 запада 6–1    |
| 2021 | Сандаммэ #23 востока 6–0–1  | Макусита #44 запада 4–3  | Макусита #34 запада 6–1   | Макусита #12 запада 4–3  | Макусита #8 востока 1–5–1 | Макусита #31 востока 4–3   |
| 2022 | Макусита #25 запада 4–3     | Макусита #17 запада 6–1  | Макусита #7 востока 3–4   | Макусита #14 востока 4–3 | Макусита #11 востока 4–3  | Макусита #7 запада 1–6     |
| 2023 | Макусита #20 востока 5–2    | Макусита #12 востока 6–1 | Макусита #2 запада 6–1    | Дзюрё #12 востока 9–6    | Дзюрё #8 востока 9–6      | Дзюрё #5 запада 6–9        |
| 2024 | Дзюрё #7 запада 7–8         | Дзюрё #8 запада 8–7      | Дзюрё #7 востока 5–10     | Дзюрё #10 востока 11–4   | Дзюрё #2 запада 9–6       | Маэгасира #16 востока 5–10 |
| 2025 | Дзюрё #4 запада 13–2 Победа | Маэгасира #13 запада 9–6 | Маэгасира #11 запада 4–11 | Маэгасира #17 запада 7–8 | Ещё не состоялся          | Ещё не состоялся           |
| Результат приведен как победил-проиграл-снялся Победа Малый кубок Отставка Не выступал в макуути Специальные призы: Д=За боевой дух (Канто-сё); В=За выдающееся выступление (Сюкун-сё); Т=За техническое совершество (Гино-сё) Ещё показаны: ★=Кимбоси; P=Участие в дополнительном финале Лиги: Макуути — Дзюрё — Макусита — Сандаммэ — Дзёнидан — Дзёнокути Ранги макуути: Ёкодзуна — Одзэки — Сэкивакэ — Комусуби — Маэгасира |                             |                          |                           |                          |                           |                            |